# AIM2
AIM2‏ (Absent in melanoma 2) هوَ بروتين يُشَفر بواسطة جين AIM2 في الإنسان.